# Music of the Spheres (álbum de Ian Brown)
Music of the Spheres é o 3° álbum solo do artista britânico Ian Brown, lançado no dia 1 de outubro de 2002.
O álbum recebeu uma boa recepção da crítica e grande apelo comercial, ficando em 3º lugar no UK Albums Chart. O single do álbum F.E.A.R. entrou no top 20 britânico e recebeu o prêmio Muso Award em 2002.  Ele também foi classificado em 76º lugar na lista das "150 Best Tracks of the Past 15 Years" (150 melhores músicas dos últimos 15 anos) pela famosa revista NME em 2011 

## Faixas
| N.º | Título              | Compositor(es)                              | Duração |  |
| 1.  | "F.E.A.R."          | Ian Brown, Dave McCracken, Dave Colquhoun   | 4:29    |  |
| 2.  | "Stardust"          | Brown, McCracken, Tim Wills                 | 4:30    |  |
| 3.  | "The Gravy Train"   | Brown, McCracken, Dan Bierton, Greg Hatwell | 4:23    |  |
| 4.  | "Bubbles"           | Brown, McCracken, Mark Sayfritz             | 4:35    |  |
| 5.  | "Hear No See No"    | Brown, McCracken, Sayfritz                  | 3:35    |  |
| 6.  | "Northern Lights"   | Brown, McCracken, Dave Colquhoun            | 4:13    |  |
| 7.  | "Whispers"          | Brown, McCracken, Wills                     | 3:56    |  |
| 8.  | "El Mundo Pequeño"  | Brown, Francis Dunnery                      | 4:01    |  |
| 9.  | "Forever and a Day" | Brown, McCracken, Dunnery                   | 2:44    |  |
| 10. | "Shadow of a Saint" | Brown, McCracken, Wills                     | 4:42    |  |